# Köln Südbahnhof
Köln Südbahnhof (Kolonia Dworzec Południowy) – stacja kolejowa w Kolonii, w kraju związkowym Nadrenia Północna-Westfalia, w Niemczech.